# NameSilo
NameSilo LLC是美国一家ICANN认可的互联网域名注册商和网络托管公司，总部位于亚利桑那州鳳凰城，成立於2010年  。該公司的母公司是在加拿大证券交易所上市的NameSilo Technologies Corp.。NameSilo除了提供域名註冊和网络托管服務外，還提供电子邮件服务、SSL证书和其他产品服務。